# ملئوز
شهر ملئوز (به روسی: Мелеуз) در کشور روسیه و در جمهوری باشقیرستان واقع شده‌است.